# اسوتی استفان
جزیره اسوتی استفان (به روسی: Свети Стефан) در کشور مونته‌نگرو واقع شده‌است. جمعیت این شهر ۴۱۱ نفر  است.

## نگارخانه

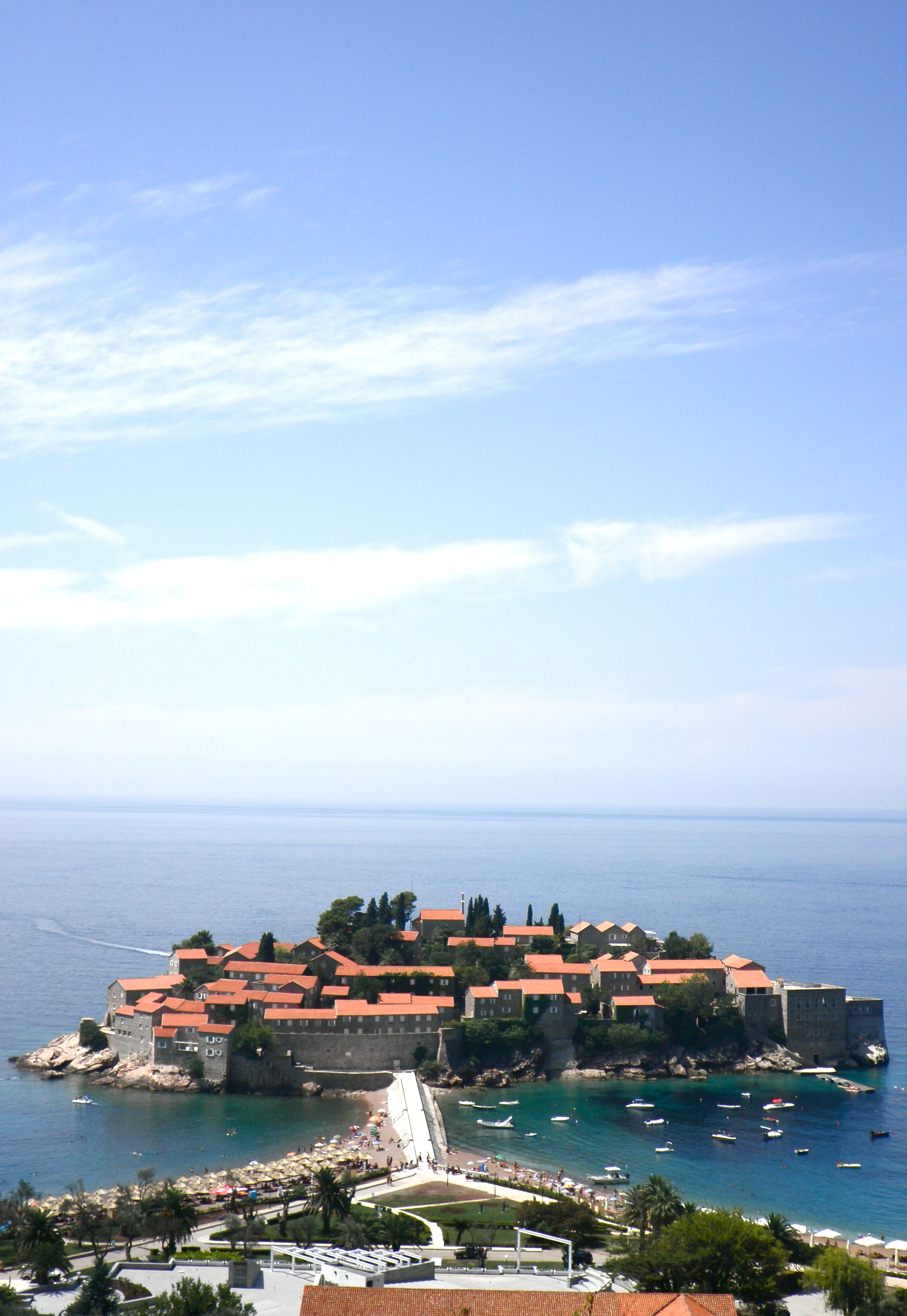
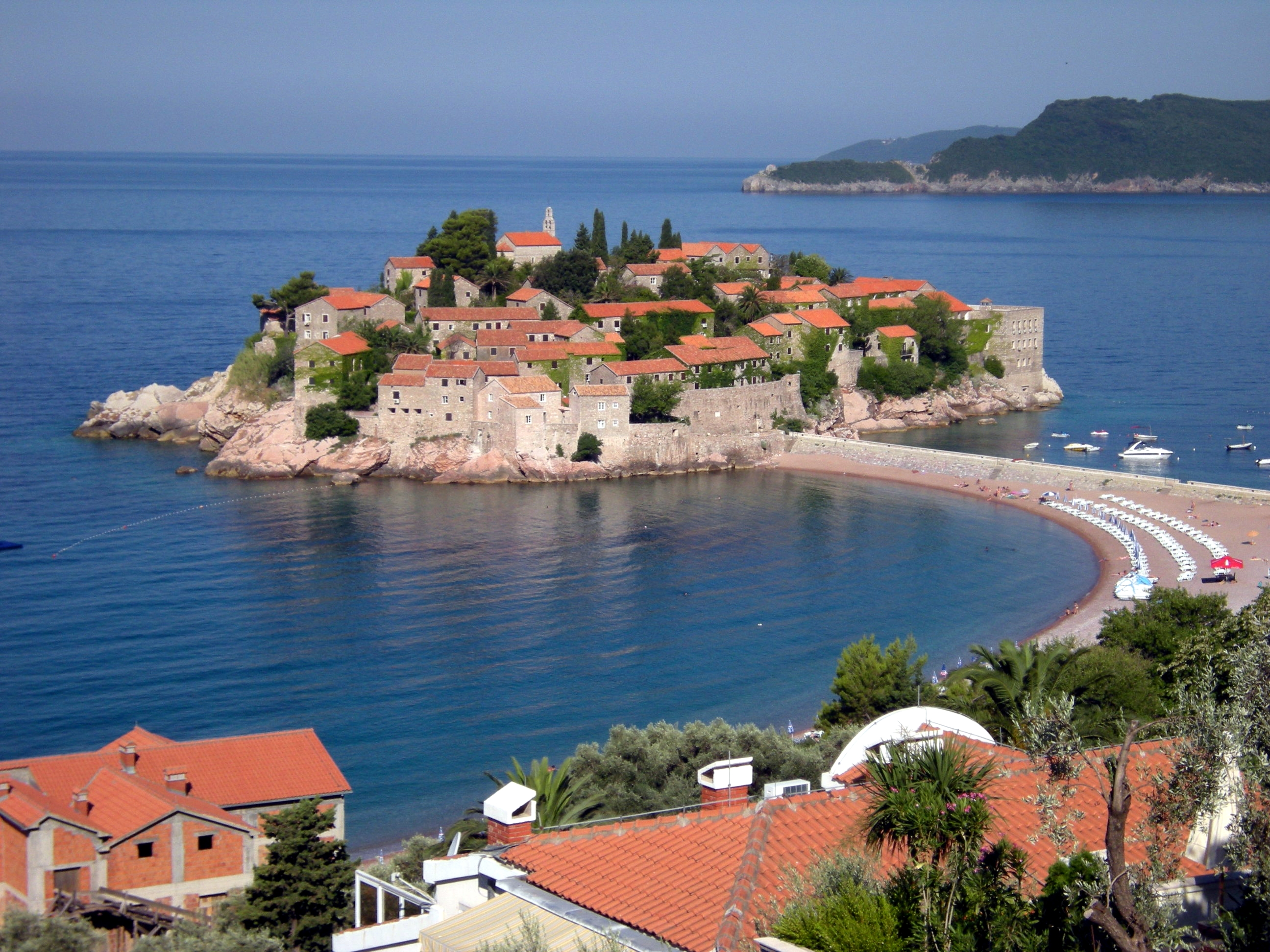